# Jordi Soler (Schriftsteller)
Jordi Soler (* 1963 in La Portuguesa, Veracruz) ist ein mexikanischer Schriftsteller.

## Leben und Wirken
Der Sohn katalanischer Eltern arbeitet neben seiner schriftstellerischen Tätigkeit als Journalist und Rundfunkredakteur. Von 2000 bis 2003 lebte er als Kulturattaché Mexikos in Dublin, Irland. Heute lebt er in Barcelona, der Stadt, die seine Familie am Ende des spanischen Bürgerkriegs aus politischen Gründen verlassen hatte.
Jordi Soler ist bisher im deutschsprachigen Raum weitgehend unbekannt geblieben.
Die deutsche Übersetzung seines neusten Romans La fiesta del oso (Das Bärenfest) erschien im September 2011 beim Albrecht Knaus Verlag.

## Werke

### Gedichtbände
- El corazón es un perro que se tira por la ventana (1993)
- Ola perdida (2000)
- La novia del soldado japonés (2001)

### Romane
- Bocafloja (1994)
- La corsaria (1996)
- Nueve Aquitania (1999)
- La mujer que tenía los pies feos (2001).
- Los rojos de ultramar (2005)
- La última hora del último día (2007)
- La fiesta del oso (2009)
  - Deutsche Übersetzung: Das Bärenfest. Knaus Verlag, München 2011, ISBN 978-3-8135-0387-6.
- Diles que son cadáveres (2011)

### Erzählungen
- La cantante descalza y otros casos oscuros del rock (1997)